# Hajmási Dávid
Hajmási Dávid (Budapest, 1989. május 27. –) magyar színész.

## Élete
A budapesti Madách Imre Gimnáziumban érettségizett. Két éven keresztül járt a Budapesti Gazdasági Főiskolára, de aztán a Kaposvári Egyetem Rippl-Rónai Művészeti Kar színművész szakán végzett 2015-ben. A gyakorlati éveit a TÁP Színházban töltötte. 2020-2021 között a szombathelyi Weöres Sándor Színház tagja volt.

### Családja
Van egy öccse, aki szintén szakmabeli.

## Színházi szerepei[4]
- Friedrich Schiller- Telihay Péter: Don Carlos (2020) - Don Carlos (Spirit Színház)
- ifj. Straub Dezső - Lökös Ildikó: Édes mostoha [5] (2019) - Frici (Budaörsi Latinovits Színház és Múzsák Társulat előadása)
- Balassa Eszter: Jégtörő Mátyás (2018) - Pap, Bátor (Bartók Kamaraszínház és Művészetek Háza, Dunaújváros)[6][7]
- Strindberg, August: Társak (2018) - Modell (Bartók Kamaraszínház és Művészetek Háza, Dunaújváros)
- Miklya Luzsányi Mónika, Miklya Zsolt: Cerka Tinka és a szürke Lord (2018) - Közreműködő (Budaörsi Latinovits Színház, Budaörs, Szamárfül Projekt, Budapest)
- Harold Pinter - Halasi Dániel: Kiszáradás[8] (2018) - Jerry (Y Csoport)[9]
- Bernáth Dénes: Ábelesz-Kóbelesz - magyar népmesék kezdőknek és haladóknak (2018) - Közreműködő (Szamárfül Projekt, Budapest)
- Bernáth Dénes: Lopotnyik karácsonya és Elfelejtett lények boltja[10] (2018) - Közreműködő (Szamárfül Projekt, Budapest)
- Dér András: Budaörsi Passió (2018) - Vak Tóbiás, Menyhért
- Székely Rozália: Kálvária lakópark (2018) - Peti (Trafó – Kortárs Művészetek Háza)
- Géczi Zoltán: Anton, avagy a végén minden jobbra fordul (2017) - Anton (Terminál Workhouse előadása)
- Kurt Vonnegut: Isten hozott a majomházban! (2017) - Pete Crocker, nyomozó (MU Színház)
- Balpeisova, Gulnaz[11] - Alekszandr Ivanovics Kuprin: Allez! (Hepp!) (2017) - Közreműködő (Y Csoport, Budapest, Zsámbéki Színházi Bázis)[12]
- Vajdai Vilmos: magyarIQm (2016)- Közreműködő (TÁP Színház)
- Laboda Kornél,Vajdai Vilmos, Fekete Ádám, Sándor Júlia, Znajkay Zsófi, Peer Krisztián: Nagy büdös semmibe (2016) - Közreműködő (TÁP Színház)
- Schmied Zoltán: GóleMese - avagy így ment a rabbi hohmecolni![10] (2016)- Rabbi, Apa, Szultán, Mesélő, Trombitás (Gólem Színház)
- Francis Veber: Bérgyilkos a barátom (2016) - Rendőr (Thália Színház)
- Medveczky Balázs: Ecc-pecc kimehetsz! (2016) - Zsolt, művészeti titkár (Thália Színház - Mikroszínpad)[13]
- Árni Ibsen[14] - Fogarasi Gergely: Mennyország hátulról (2016) - Beggi (42. Színház, Budapest, Auróra Közösségi Pont)[15]
- Vajdai Vilmos: Korrup Schön (2015)- Közreműködő (TÁP Színház)
- Stephen Sondheim - Réthly Attila: Félúton a Fórum felé (2015)- Közreműködő (Thália Színház)
- Vajdai Vilmos: Kéming-out (2015) - Közreműködő (TÁP Színház)
- Fekete Ádám: Csoportkép oroszlán nélkül (2015) - Közreműködő (TÁP Színház - Trafó – Kortárs Művészetek Háza)[16][17][18]
- Beaufoy, Simon: Alul semmi (2015) - Brian, 1. Férfi, 1. Rendőr (Thália Színház)
- Vajdai Vilmos - Fekete Ádám - Laboda Kornél: Lúd Zsolt és kutyája, Mattyi (2014) - egyik nemzetőr (TÁP Színház)
- Szophoklész - Zsámbéki Gábor - Zsótér Sándor: Philoktétész (2014) - Kar egy tagja (Ódry Színpad)
- Egger Géza: Egon Schiele élete és halála (2014)  - Művészettörténész (TÁP Színház)
- Eugene Labiche: Olasz szalmakalap (2014) - Fadinard (Weöres Sándor Színház, Szombathely)
- Etgar Keret - Borgula András: Pizza Kamikaze (2014) - Közreműködő [19] (Gólem Színház)
- Egressy Zoltán: Három koporsó (2014) Viktor - (Pécsi Nemzeti Színház)
- Csehov, Anton Pavlovics: Sirály - Csehov árnyékában (2013) - Trepljov (Bartók Kamaraszínház és Művészetek Háza, Dunaújváros)
- Dömötör Tamás: Nemzeti vegyesbolt (2013) - Dante (KoMa Bázis)
- Masteroff, Joe: Cabaret (2013) - Christopher Isherwood [20]
- Lőrinczy Attila - Réthly Attila: Könnyű préda (2013) - Sankó, autótolvaj [21]
- Jeles András: Auschwitz működik (2012) - Közreműködő (R16 Pódium Társulat - Kaposvár)
- Makra Viktória: A legkisebb óceán (2012) - Roló (Y csoport)
- Réthly Attila - Rozs Tamás: Az ördög hárfái (2012) - Közreműködő [20]

## Filmes szerepei
- A többi néma csend (2013) – A fiú (rövidfilm)
- Tóth János[22] (2018) –  egy turista
- Ízig-vérig (2019) – srác
- 200 első randi (2019) – Ákos
- Hajdani és Majdani (2019) – Hajdani Dani (rövidfilm)[23][24][25]
- Bátrak földje (2020) – Tulipán Jakab
- A mi kis falunk (2020) – Apuka
- Hazatalálsz (2023–2024) – Vitéz Tamás
- S.E.R.E.G. (2024) – Szabó Péter

## Interjúk
- Hajmási Dávid: „Dante egy fotelforradalmár”
- Csatádi Gábor: „Erre vártam egész életemben…”